# Прокаріоти

Структура клітини бактерії — одної з двох груп прокаріотичного життя.

Доядерні або прокаріоти (Prokaryotes, від давньогрецького pro- перед + karyon горіх або ядро, посилаючись на ядро клітини + суфікс -otos, pl. -otes; також може писатися як «procaryotes») — організми без ядра клітини; здебільшого також без жодних інших мембранних органел, як-от мітохондрії чи ендоплазматичний ретикулум (але є винятки).
Цей набір характеристик відрізняє їх від еукаріотів (ядерних організмів), які мають клітинні ядра і можуть бути як одноклітинними, так і багатоклітинними. Різниця між структурою прокаріотів та еукаріотів найбільша серед груп організмів. Більшість прокаріотів — бактерії, і ці два терміни раніше розглядали як синоніми. Проте в 1990 році американський вчений Карл Воуз запропонував поділ прокаріотів на бактерій і архей (Bacteria та Archaea, спочатку Eubacteria і Archaebacteria) через істотні генетичні відмінності між цими групами. Система поділу на еукаріотів, бактерій та архей зараз вважається визнаною та називається Системою трьох доменів. Вона замінила собою Систему двох імперій.
На сьогодні описано понад 3000 видів прокаріотів, але їхня реальна кількість у природі значно більша. На підтвердження цьому, 26 серпня 2024 року, в журналі Nature Geoscience опубліковано результати дослідження експедиції Університету штату Огайо (США) і команди міждисциплінарних співдослідників до Тибету, в ході якої з керна льоду, взятого з льодовика Гулія на висоті понад 6000 м, виявлено та каталогізовано геноми 1705 видів вірусів, вік яких становить щонайменше 41000 років. Дослідники зазначають, що всі 1705 геномів, витягнутих з керна Гулії, належать саме до прокаріотів.

## Будова клітини прокаріотів
Прокаріотичні клітини складаються з поверхневого апарату й цитоплазми.

### Відмінності від ядерних клітин
Клітина прокаріотів являє собою єдиний компартмент.

## Характерні особливості
Характерні особливості прокаріотів:

Будова типової клітини прокаріотів: капсула, клітинна стінка, плазмалема, цитоплазма, рибосоми, плазміда, пілі, джгутик, нуклеоїд.

- відсутність чітко оформленого ядра;
- наявність джгутиків, плазмід і газових вакуолей;
- наявність структур, в яких відбувається фотосинтез;
- форми розмноження: безстатевий спосіб, наявний псевдостатевий процес (в результаті якого відбувається лише обмін генетичною інформацією, без збільшення кількості клітин);
- розмір рибосоми — 70S (за коефіцієнтом седиментації розрізняють і рибосоми інших типів, а також субчастинки та біополімери, що входять до складу рибосом);
- молекула ДНК укладена у вигляді петлі, комплексується деякими гістоновими білками, утворюючи нуклеоїд. Основна маса ДНК (95%) активно транскрибується в кожний даний момент часу[3].

## Морфологія
Прокаріотичні клітини мають різні форми; чотири основні форми бактерій такі:
- Коки – бактерія, що має сферичну або яйцеподібну форму, називається кок (множина, коки). Наприклад, Streptococcus, Staphylococcus.
- Палички – бактерія циліндричної форми, яка називається паличкою або бацилою (множина, бацили).
- Спіральні бактерії – деякі палички закручуються в спіральні форми.
- Вібріони – бактерії у формі коми

Архея Галоквадратум має плоскі квадратні клітини.

## Перенесення ДНК
Перенесення ДНК між прокаріотичними клітинами відбувається у бактерій та архей, хоча воно було головним чином вивчене у бактерій. У бактерій передача генів відбувається трьома процесами. Це (1) опосередкована бактеріальним вірусом (бактеріофагом) трансдукція, (2) опосередкована плазмідами кон'югація, та (3) природна трансформація. Трансдукція бактеріальних генів бактеріофагом, схоже, відображає випадкову помилку під час внутрішньоклітинної збірки частинок вірусу, а не адаптацію бактерій-хазяїв. Передача бактеріальної ДНК контролюється генами бактеріофага, а не бактеріальними генами. Кон'югація в добре вивченій системі E. coli контролюється генами плазмід і є адаптацією для розповсюдження копій плазміди від одного бактеріального хазяїна до іншого. Зрідка під час цього процесу плазміда може інтегруватися в хромосому бактерії-хазяїна і згодом передати частину ДНК бактерії-хазяїна іншій бактерії. Опосередкована плазмідами передача ДНК бактерії-хазяїна (кон'югація) також здається випадковим процесом, а не бактеріальною адаптацією.
Природна бактеріальна трансформація включає передачу ДНК від однієї бактерії до іншої через проміжне середовище. На відміну від трансдукції та кон'югації, трансформація явно є бактеріальною адаптацією для передачі ДНК, оскільки вона залежить від численних бактеріальних генних продуктів, які специфічно взаємодіють для виконання цього складного процесу. Щоб бактерія могла зв'язати, поглинути та рекомбінувати донорську ДНК у власну хромосому, вона повинна спочатку увійти в особливий фізіологічний стан, який називається компетентністю. Близько 40 генів необхідні в Bacillus subtilis для розвитку компетентності. Довжина ДНК, що передається під час трансформації B. subtilis, може становити від третини до цілої хромосоми. Трансформація є поширеним способом передачі ДНК, і на даний момент 67 прокаріотичних видів відомі як природно компетентні для трансформації.
Серед архей, Halobacterium volcanii формує цитоплазматичні мости між клітинами, які, здається, використовуються для передачі ДНК від однієї клітини до іншої. Інша архея, Sulfolobus solfataricus, передає ДНК між клітинами шляхом прямого контакту. Frols та інші (2008) виявили, що вплив на S. solfataricus агентів, що пошкоджують ДНК, індукує клітинну агрегацію, і припустили, що клітинна агрегація може посилювати передачу ДНК між клітинами для забезпечення підвищеного відновлення пошкодженої ДНК через гомологічну рекомбінацію.

## Середовище

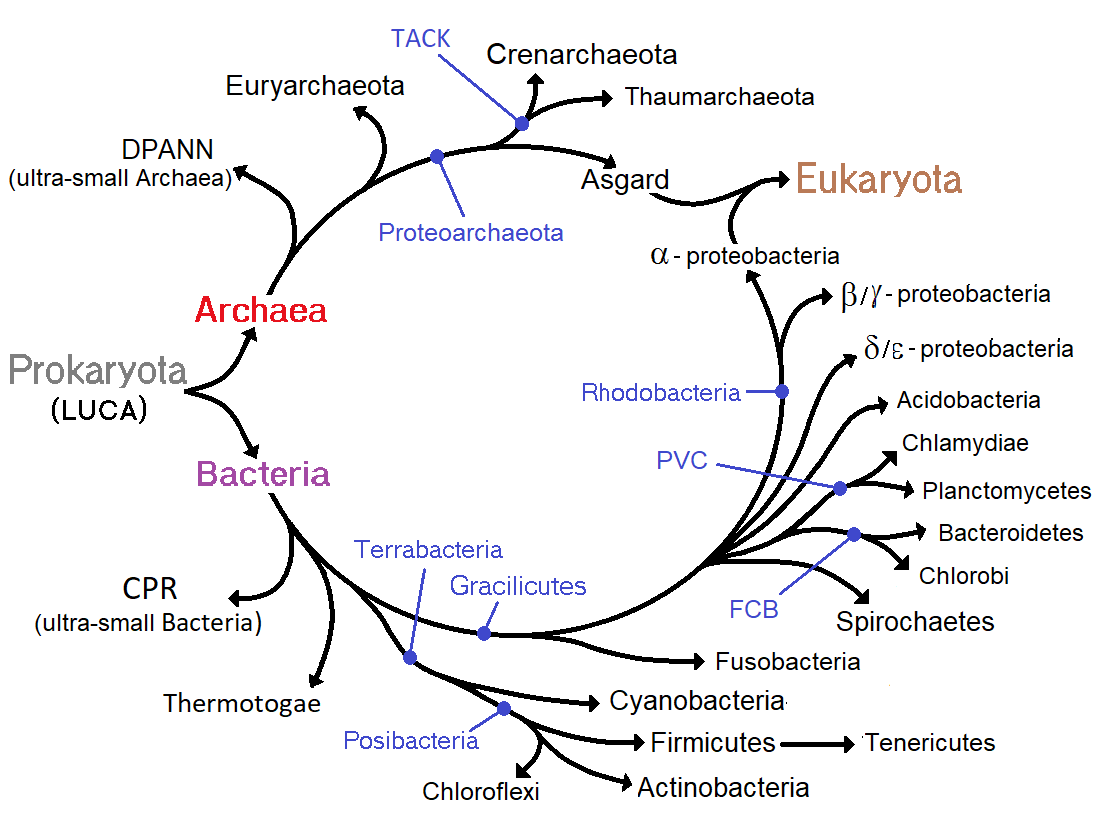
Філогенетичне кільце, що показує різноманітність прокаріотів та симбіогенетичне походження еукаріотів

Прокаріоти значно урізноманітнилися протягом свого тривалого існування. Метаболізм прокаріотів набагато різноманітніший, ніж у еукаріотів, що призводить до багатьох виразно відмінних типів прокаріотів. Наприклад, крім використання фотосинтезу або органічних сполук для отримання енергії, як це роблять еукаріоти, прокаріоти можуть отримувати енергію з неорганічних сполук, таких як сірководень. Це дозволяє прокаріотам процвітати в суворих умовах, таких як холодна поверхня снігу в Антарктиді, що вивчається в кріобіології, або в таких гарячих середовищах, як підводні гідротермальні джерела та наземні гарячі джерела.
Прокаріоти живуть практично у всіх середовищах на Землі. Деякі археї та бактерії є екстремофілами, що процвітають у суворих умовах, таких як високі температури (термофіли) або висока солоність (галофіли). Багато архей ростуть як планктон в океанах. Симбіотичні прокаріоти живуть в або на тілах інших організмів, включаючи людей. Прокаріоти мають високу чисельність у ґрунті - включаючи ризосферу та ризошит. Ґрунтові прокаріоти все ще значною мірою недостатньо вивчені, незважаючи на їх легку доступність для людей та їх величезне економічне значення для сільського господарства.

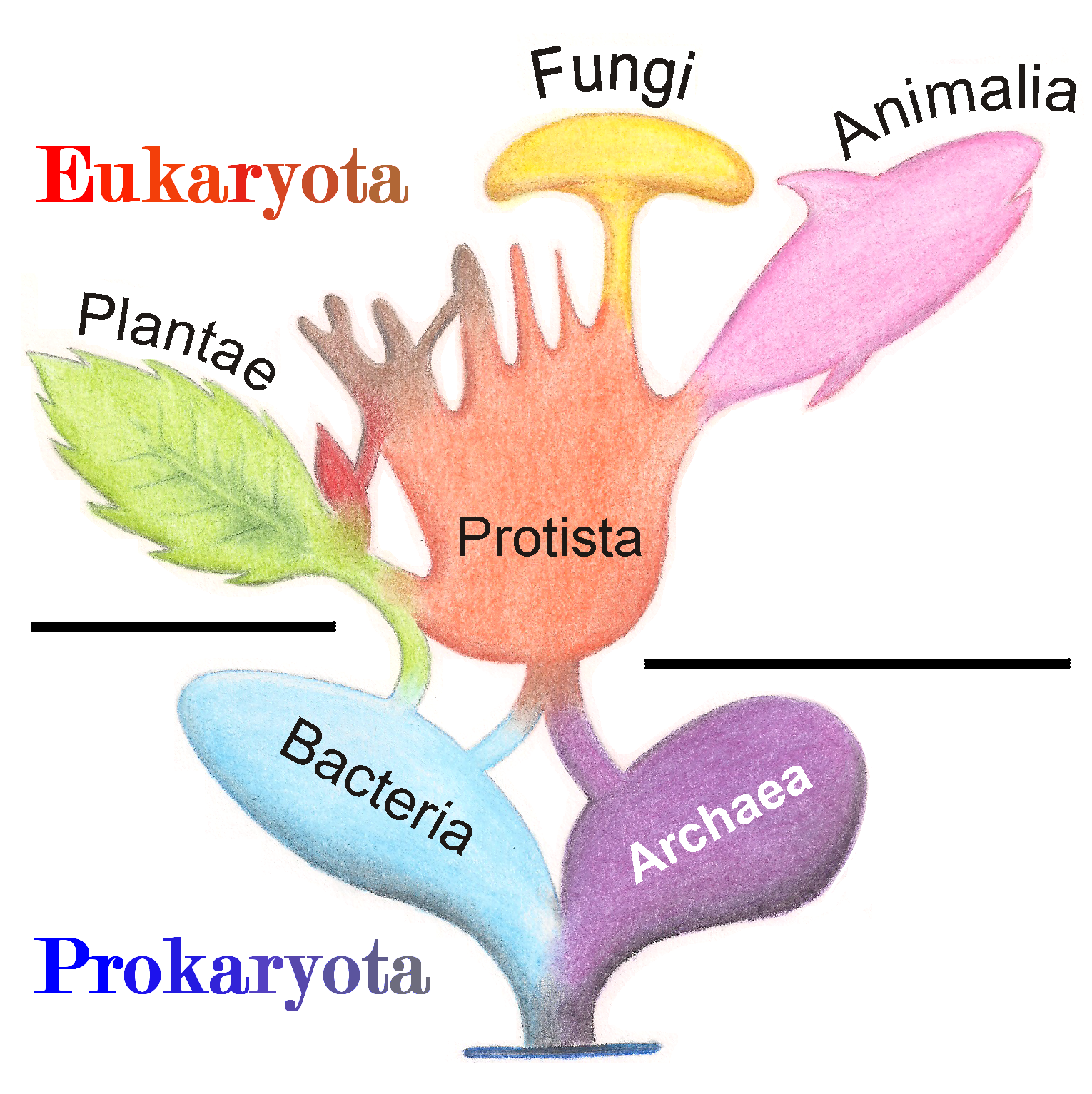
Філогенетичне та симбіогенетичне дерево живих організмів, що показує походження еукаріотів та прокаріотів

## Класифікація
У 1977 році Карл Везе запропонував розділити прокаріотів на Бактерії і Археї (спочатку Eubacteria і Archaebacteria) через значні відмінності в структурі і генетиці між цими двома групами організмів. Спочатку вважалося, що археї є екстремофілами, які живуть лише в несприятливих умовах, таких як екстремальні значення температури, рН та радіації, але згодом їх було знайдено в усіх типах середовищ проживання. Отримане в результаті розташування еукаріотів (також званих «Eucarya»), бактерій і архей називається тридоменна система, яка замінила традиційну систему двох імперій.

### Філогенетичне дерево
Згідно з філогенетичним аналізом Hug (2016), взаємозв'язки можуть бути наступними:

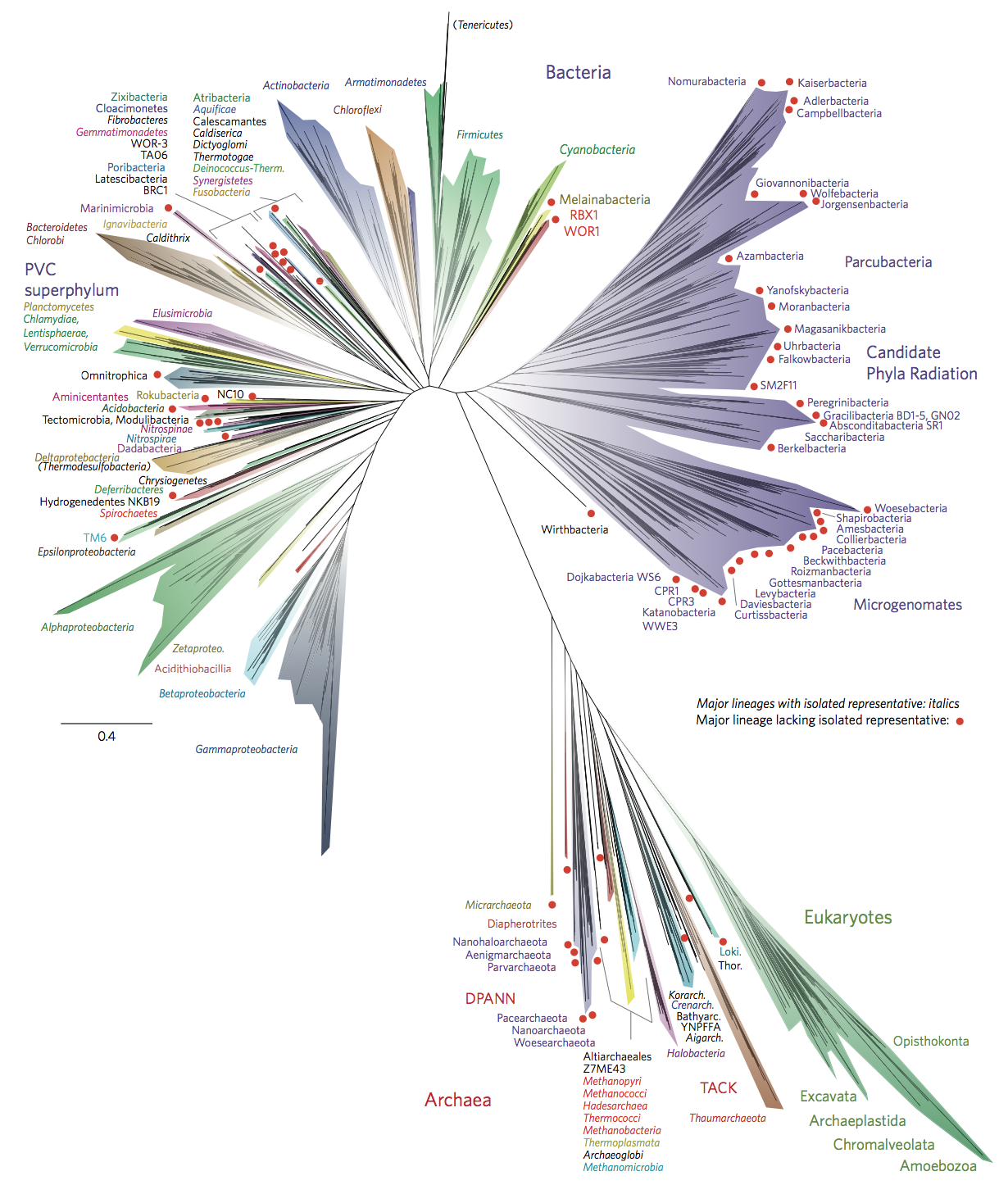
Філогенетичне дерево, що демонструє різноманітність прокаріотів.